# Moharram Navidkia
Moharram Navidkia (n. Isfahán. Irán, 1 de noviembre de 1982) es un exfutbolista y actual entrenador iraní, que jugaba de mediocampista y militó en diversos clubes de Irán y Alemania.

## Selección nacional

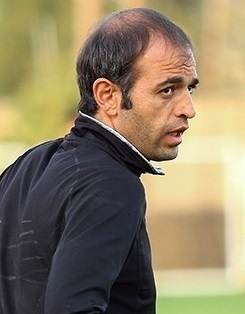
Moharram Navidkia como entrenador del Sepahan en 2015

Con la Selección de fútbol de Irán, disputó 25 partidos internacionales y anotó solo un gol. Incluso participó con la selección iraní, en una sola edición de la Copa Mundial. La única participación de Navidkia en un mundial, fue en la edición de Alemania 2006. donde su selección quedó eliminado, en la primera fase de la cita de Alemania.

### Participaciones en Copas del Mundo
| Mundial                        | Sede     | Resultado    |
| ------------------------------ | -------- | ------------ |
| Copa Mundial de Fútbol de 2006 | Alemania | Primera Fase |

## Clubes

### Como jugador
| Club    | País     | Año         |
| ------- | -------- | ----------- |
| Sepahan | Irán     | 1998 - 2004 |
| Bochum  | Alemania | 2004 - 2005 |
| Sepahan | Irán     | 2006 - 2016 |

### Como entrenador
| Club    | País | Año         |
| ------- | ---- | ----------- |
| Sepahan | Irán | 2020 - 2022 |